# 榊真二
榊 真二（さかき しんじ、1957年1月23日 - ）は、日本の実業家。東急ハンズ代表取締役社長や、東急不動産ホールディングス取締役副社長、東急リバブル代表取締役社長、不動産流通経営協会理事長等を歴任した。

## 来歴・人物
神奈川県出身。聖光学院高等学校を経て、1980年に一橋大学社会学部卒業後、東急不動産に入社し、住宅開発等に携わった。2004年東急不動産経営企画部統括部長。2006年東急不動産執行役員経営企画部統括部長に昇格。2007年東急ハンズ取締役常務執行役員兼営業企画本部長。2008年東急ハンズ取締役専務執行役員。2008年東急ハンズ代表取締役専務執行役員。2011年東急ハンズ代表取締役社長。2014年東急不動産ホールディングス取締役専務執行役員。2015年東急不動産ホールディングス取締役副社長。同年東急リバブル代表取締役社長。2017年不動産流通経営協会理事長、東急不動産ホールディングス取締役執行役員。2019年東急リバブル取締役会長、東急不動産取締役。2022年サンエー取締役、森永製菓取締役、東急リバブル顧問。